# NGC 7106
NGC 7106 (другие обозначения — PGC 67215, ESO 188-17, AM 2139-525) — спиральная галактика с перемычкой (SBc) в созвездии Индеец.
Этот объект входит в число перечисленных в оригинальной редакции «Нового общего каталога».